# District de Kamysty
Le district de Kamysty (en kazakh : Қамысты ауданы est un district de l'oblys de Kostanaï, situé au nord du Kazakhstan.

## Géographie
Le centre administratif du district est la ville de Kamysty.

## Démographie
En  2013, le district a une population de 14 482 habitants.